# Hărău

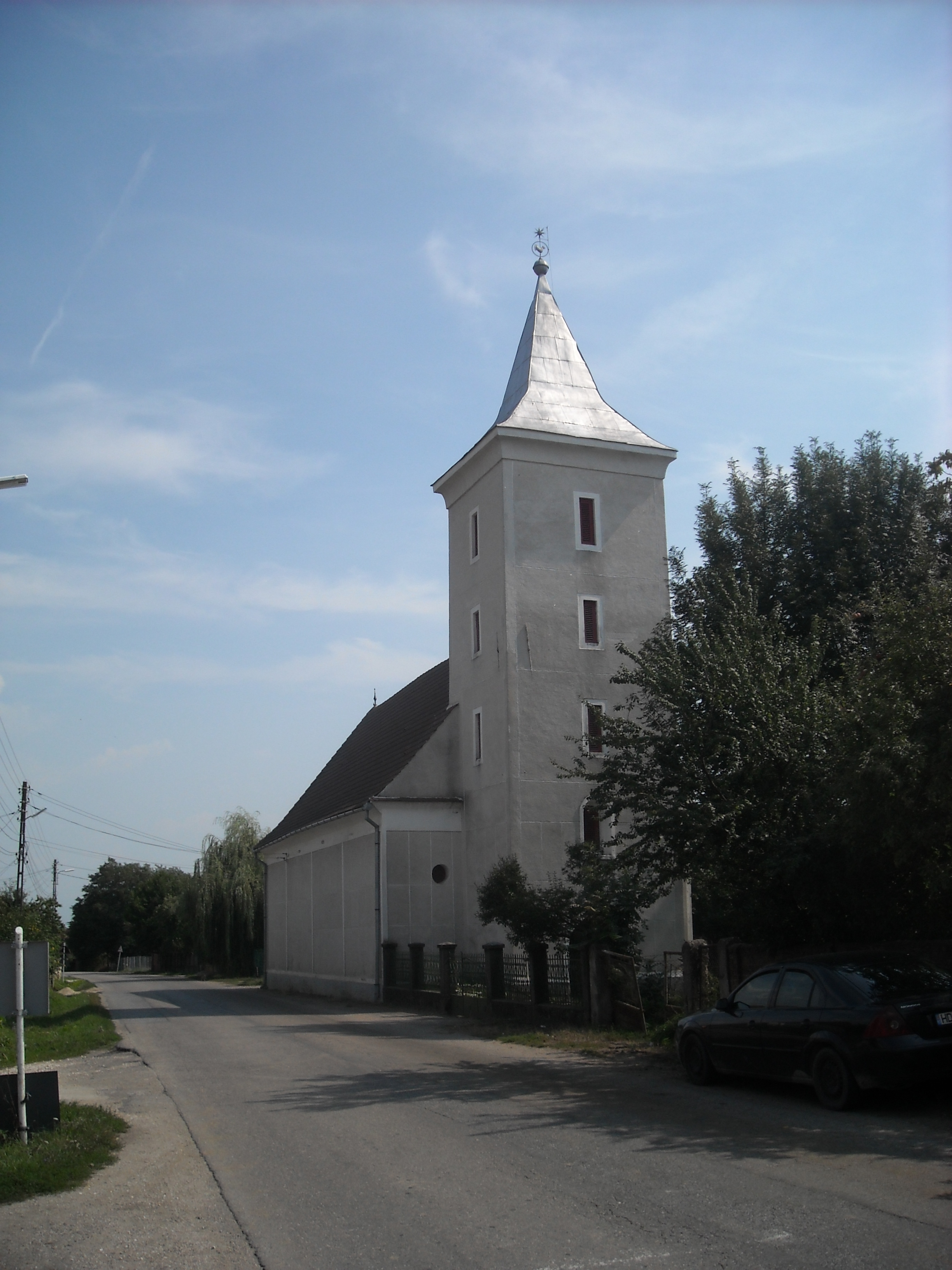
Hongaars Gereformeerde kerk Hărău

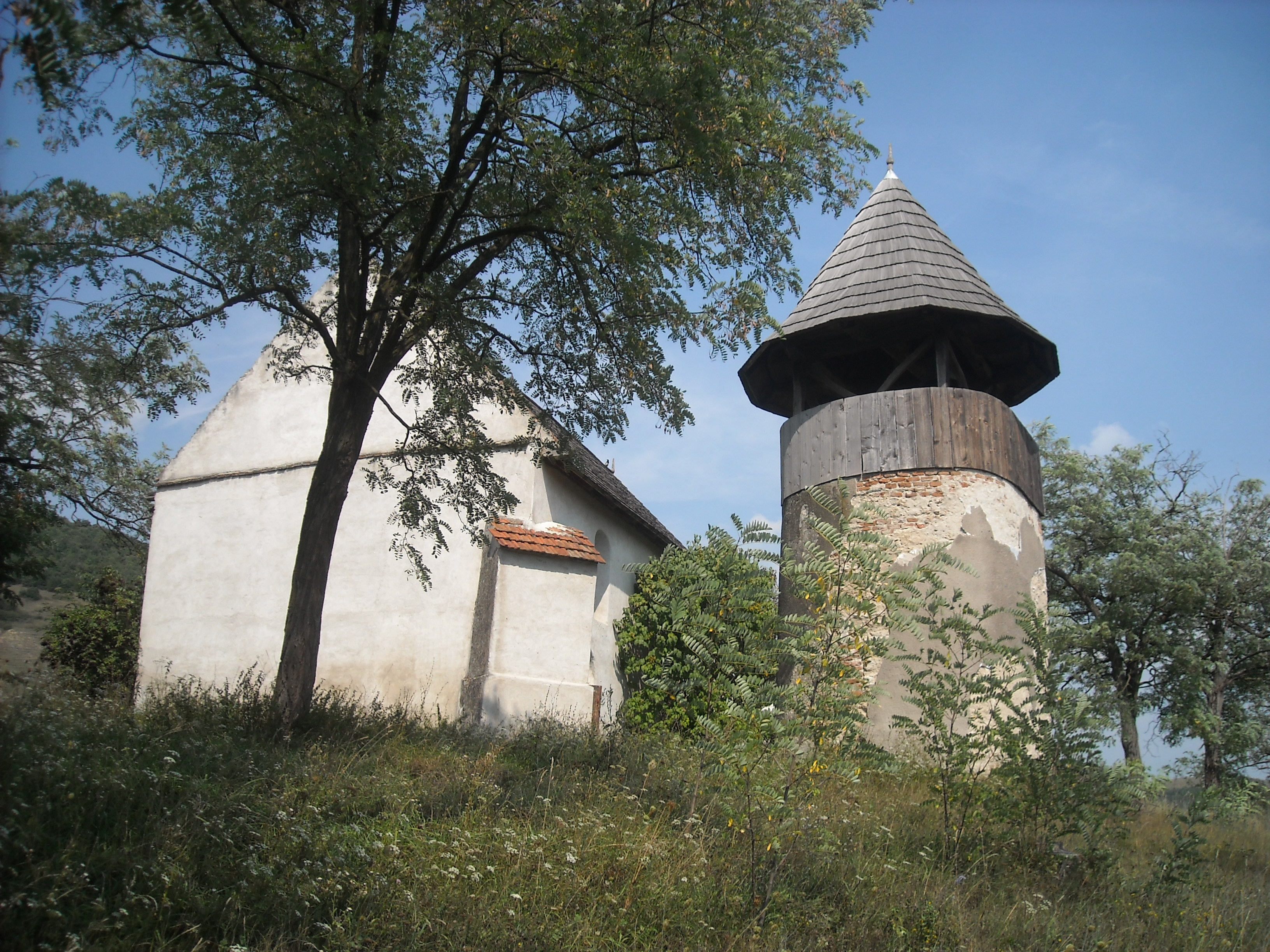
Hongaars Gereformeerde kerk Chimindia (Kéménd)

Hărău (Hongaars: Haró, Duits: Haren) is een dorp en Roemeense gemeente in het district Hunedoara.
Hărău telt 2027 inwoners. De gemeente bestaat uit vier dorpen, te weten Banpotoc, Bârsău, Chimindia en de hoofdkern Hărău
In het dorp Hărău is een kleine Hongaarse gemeenschap die voornamelijk bestaat uit Hongaars Gereformeerden. Er staat dan ook een kerkgebouw van dit genootschap.

## Geschiedenis
Het dorp wordt voor het eerst vermeld in het jaar 1360.
Het dorp was in de geschiedenis eerst een volledig Hongaars dorp, later kwamen er Roemenen wonen die voornamelijk als horigen werkten op het land. De Hongaarse bevolking was eerst rooms-katholiek maar ging tijdens de Reformatie over naar de Hongaarse Gereformeerde Kerk. In de zestiende eeuw was het dorp nog een bloeiende gemeenschap maar na een opstand van de Roemenen verlieten veel Hongaren het dorp. De kerk die eerste een zelfstandige parochie vormde werd later een filiaal van het nabijgelegen Chimindia (Kéménd). In 1920 werd de gemeente net als de rest van Transsylvanië geannexeerd door Roemenië. De gemeente behoort tot de streek Marosmente.

## Bevolkingssamenstelling dorp
- In 1850 waren er 673 inwoners waarvan 426 Roemenen, 224 Hongaren, 12 Roma en 11 Joden;
- in 1910 waren er 873 inwoners, 538 Roemenen en 327 Hongaren;
- In 2002 waren er 719 inwoners, 578 Roemenen, 98 Hongaren en 42 Roma.

## Fotogalerij

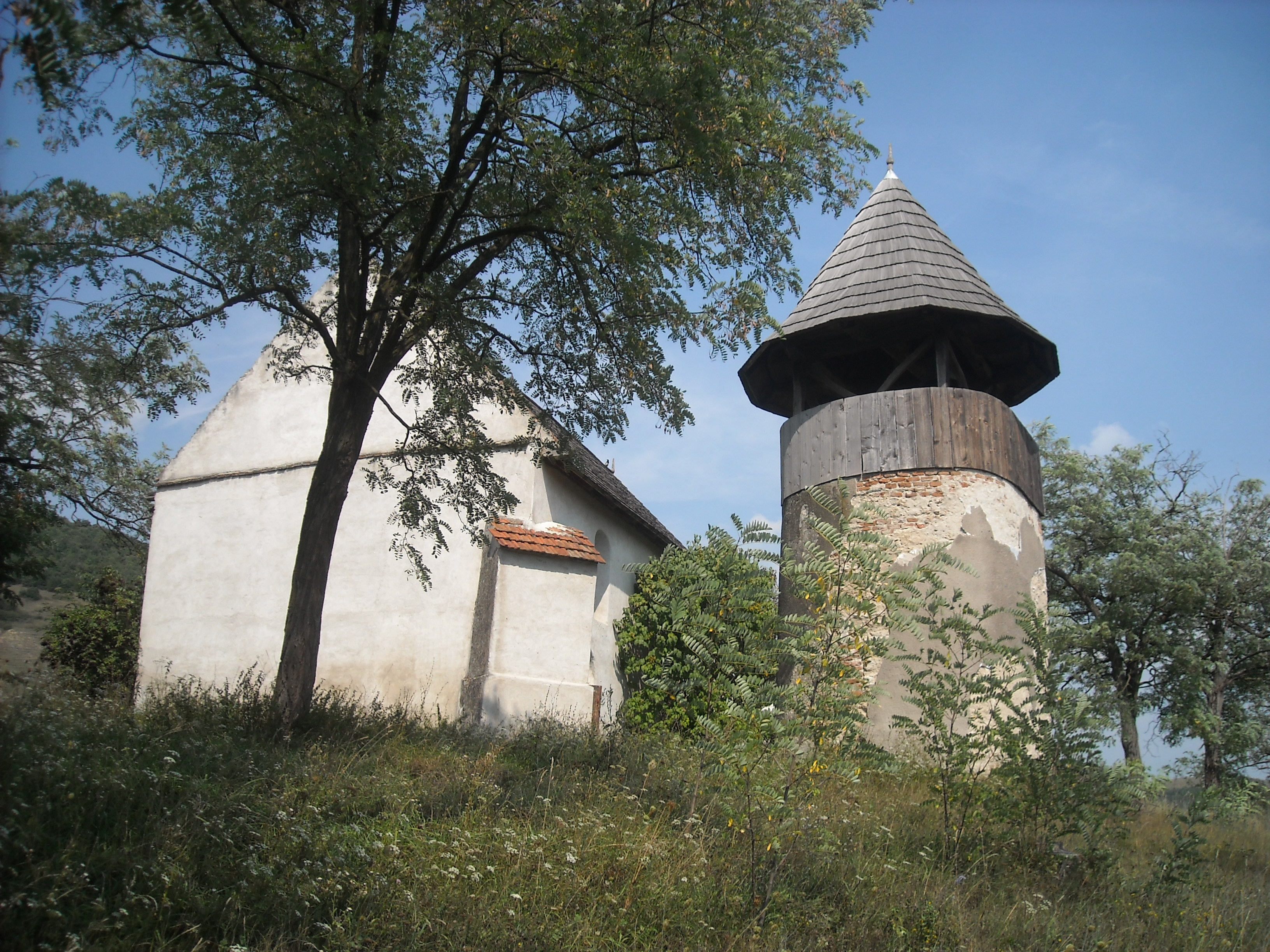
Hongaars Gereformeerde kerk Chimindia (Kéménd)
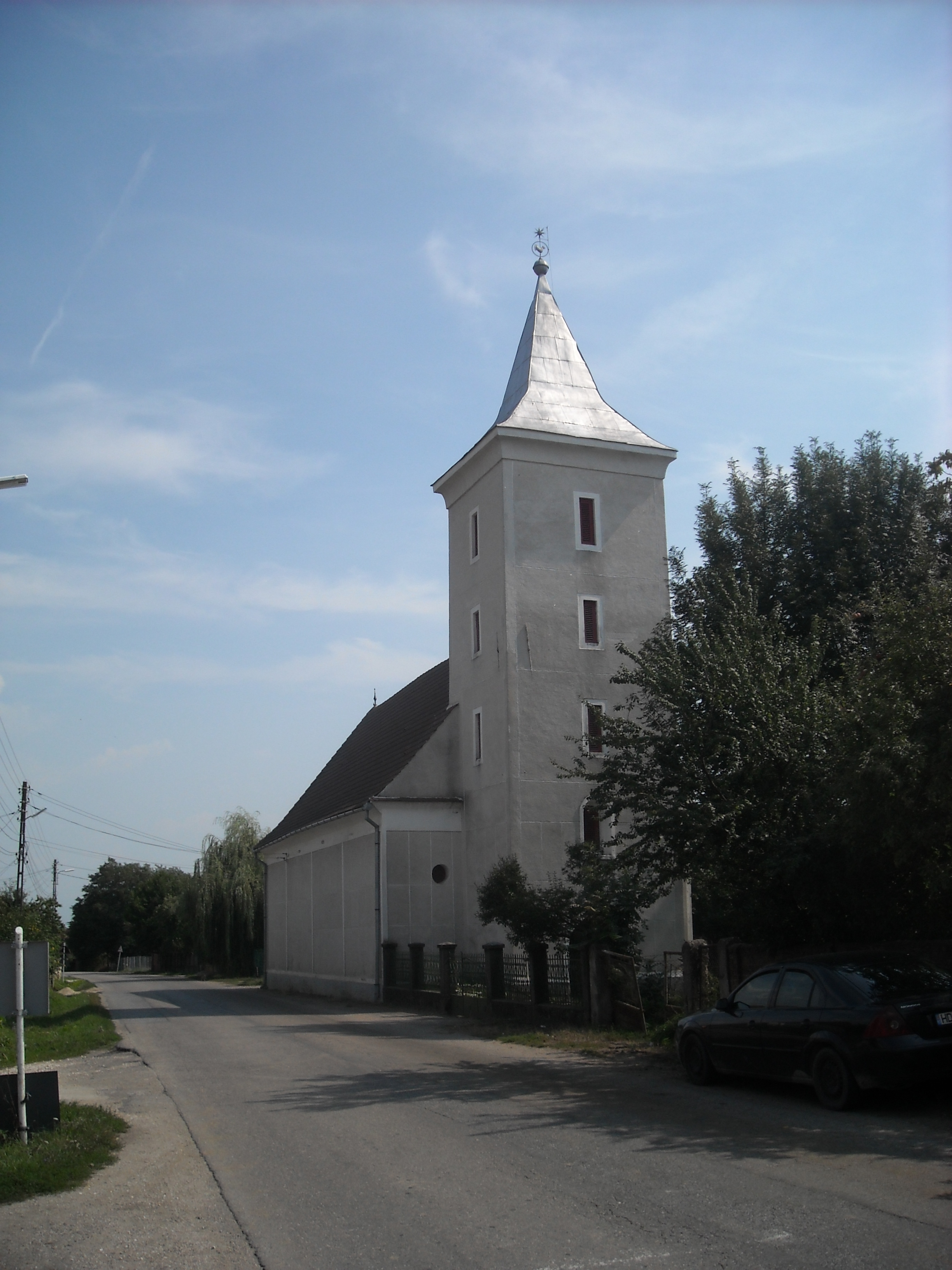
Hongaars Gereformeerde Kerk in Hărău
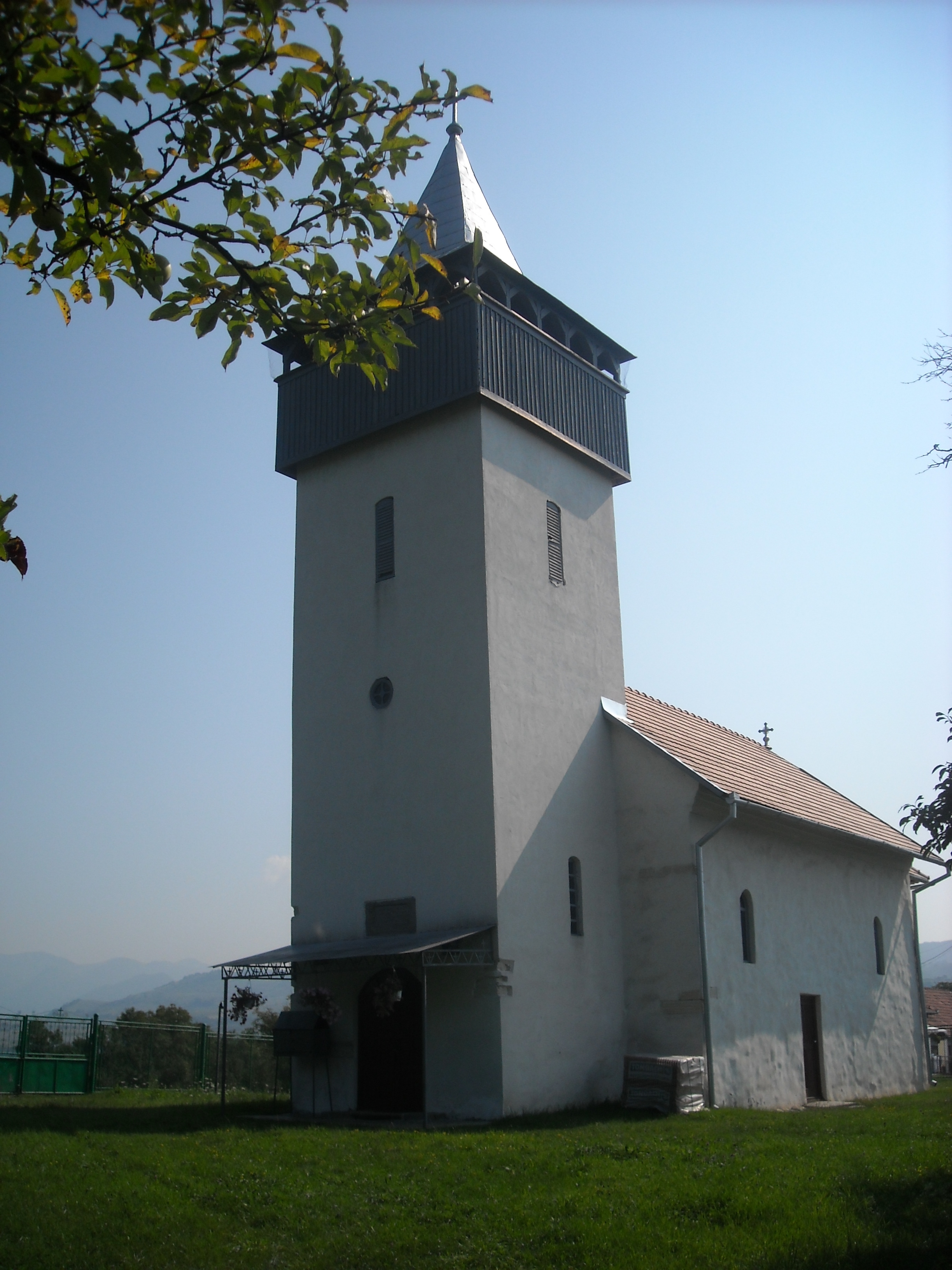
Hongaars Gereformeerde Kerk in Bârsău